# Sócrates (futebolista)
Sócrates Brasileiro Sampaio de Souza Vieira de Oliveira (Belém, 19 de fevereiro de 1954 – São Paulo, 4 de dezembro de 2011) foi um futebolista, treinador e médico brasileiro.
Como jogador, atuou como meio-campista e é considerado um dos grandes craques do futebol brasileiro da década de 1980. É um dos maiores ídolos da história do Corinthians — ao lado de Luisinho, Cláudio, Rivellino, Marcelinho Carioca, Neto, Baltazar e Cássio — e do Botafogo de Ribeirão Preto, ao lado de Zé Mario e do seu irmão Raí. Defendeu a Seleção Brasileira entre 1979 e 1986, sendo capitão da Amarelinha na Copa do Mundo de 1982.
Notabilizou-se também por seu ativismo político, particularmente na década de 80, quando liderou um movimento pela democratização do futebol e participou do movimento pelas Diretas Já. Sócrates também atuou como treinador, colunista e comentarista esportivo. Também era músico e, eventualmente, ator e produtor teatral. Em 2014, o jornalista e escritor Tom Cardoso lançou a biografia "Sócrates - A História e as Histórias do Jogador Mais Original do Futebol Brasileiro" (Editora Objetiva).
Ele foi a única unanimidade em uma pesquisa realizada em 2006, pela revista Placar, para escolher o "time de todos os tempos" do Corinthians. Foi eleito em 1983 o melhor jogador sul-americano do ano e incluído por Pelé, em 2004, na FIFA 100, uma lista dos 125 melhores jogadores vivos da história. Era também considerado pela mídia especializada (CNN, World Soccer e Placar) como um dos grandes jogadores de seu tempo, reconhecido por seu estilo elegante. Uma característica do jogador que marcou sua passagem no futebol foi a sua habilidade no uso do calcanhar. Além disso, marcava gols de falta, de cabeça e de fora da área com frequência. Notabilizou-se por dar assistências primorosas para seus companheiros marcarem muitos gols.
Em fevereiro de 2015, em seu tradicional quadro "The Joy of Six", o jornal britânico The Guardian elegeu Sócrates como um dos seis esportistas mais inteligentes da história (ele é o único futebolista da lista). Para entrar nesta lista, o jornal levou em conta currículos que extrapolaram campos e quadras, tendo uma atuação preponderante em suas áreas e fora delas.

## Biografia

### Primeiros anos
Sócrates recebeu esse nome porque seu pai, que era apaixonado por literatura, estava lendo A República, de Platão, na época do nascimento do filho. A família, originária de Messejana, Ceará, vivia em Igarapé-Açu, Pará, quando seu pai Raimundo, funcionário público federal, foi transferido, mudando-se para Ribeirão Preto. No munícipio do interior paulista, Sócrates ingressou no colégio dos Irmãos Maristas, onde começou a prática esportiva e se apaixonou pelo futebol. Durante a infância torcia pelo Santos.
Aos dez anos assistiu a uma cena que influenciaria sua visão de mundo: viu o pai queimando seus amados livros logo após o Golpe Militar de 1964. Quando Sócrates completou doze anos, sua numerosa família já estava completa com seus cinco irmãos: Sóstenes, Sófocles, Raimundo Filho, Raimar e Raí, então com um ano de idade.
Aos dezesseis começou a jogar no time juvenil do Botafogo Futebol Clube. Aos dezessete ingressou na Faculdade de Medicina de Ribeirão Preto da Universidade de São Paulo, continuando a jogar pelo Botafogo. No final de 1973 decidiu profissionalizar-se como jogador, sem abandonar o curso de medicina, que concluiu em 1977.

### Vida pessoal
Sócrates foi casado quatro vezes, a última com a jornalista e empresária Kátia Bagnarelli Vieira de Oliveira. Seu filho, Gustavo Vieira de Oliveira, atua como executivo de futebol, tendo passagens pelo São Paulo e pelo Santos. Teve outros cinco filhos, todos homens: Rodrigo, Eduardo, Marcelo, Sócrates Júnior e Fidel.
Seu rendimento no futebol teria, segundo Flávio Gikovate, o psicólogo do Corinthians durante a Democracia Corinthiana, ligação inversamente proporcional ao seu estado afetivo, jogando melhor quando estava triste e ou com problemas pessoais, e rendendo menos quando estava mais feliz e animado.

### Carreira futebolística

#### Como jogador
Foi considerado um fenômeno desde o início no Botafogo de Ribeirão Preto, pois quase não treinava em função de frequentar o curso de medicina na Faculdade de Medicina de Ribeirão Preto (USP). O Botafogo contratou o treinador Jorge Vieira no ano de 1977, que chegou ao clube dando o recado: "jogador que não treina, não joga". Sócrates achou que não jogaria mais futebol; porém, Jorge Vieira, reconhecendo o talento do meia, deu tratamento diferenciado ao jogador. Naquele ano Sócrates foi, ao lado de Zé Mário, o principal jogador da histórica equipe botafoguense que conquistou a Taça Cidade de São Paulo (à época equivalente ao primeiro turno do Campeonato Paulista) em 1977, disputando o título com o São Paulo, no Morumbi. O meia ainda foi o artilheiro do campeonato, fazendo com que a imprensa clamasse por sua convocação à Seleção Brasileira, o que não viria a acontecer enquanto jogador do Botafogo. Ainda pelo clube paulista, Sócrates também se destacou no Campeonato Brasileiro, marcando um célebre gol de calcanhar contra o Santos na Vila Belmiro. Em 1978 deixou o Botafogo e transferiu-se para o Corinthians.
Como havia se formado em medicina no ano anterior (1977), Sócrates passou a se dedicar mais ao futebol. O meio-campista se firmaria no Corinthians em 1978, refazendo a dupla com Geraldão, seu ex-companheiro de Botafogo; no entanto, seus grandes companheiros de ataque nesse time seriam Palhinha e Casagrande. Na Seleção Brasileira estrearia em 1979, em um amistoso contra o Paraguai.
Foi uma das estrelas de times famosos em nível nacional e mundial: a Seleção Brasileira da Copa do Mundo FIFA de 1982 e do Corinthians da década de 1980, celebrado pelo movimento da Democracia Corinthiana. Na Copa de 1982 marcou dois gols contra as respeitadas equipes da URSS e da Itália, mas isso não bastou para o Brasil sagrar-se campeão. Também teve excelente atuação na Copa América de 1983, onde a Seleção Brasileira foi vice-campeã. Aos 30 anos, fez uma rápida passagem pela Fiorentina, da Itália, entre 1984 e 1985. Antes o meio-campista havia sido sondado pela Roma, que contava com o volante Paulo Roberto Falcão.
Na Copa do Mundo FIFA de 1986, vinculado ao Flamengo, esteve novamente em ação, mas já fora da forma ideal. Ficaria ainda marcado por ter desperdiçado um pênalti nas quartas de final contra a França, no empate de 1–1 que desclassificou o Brasil. Antes de encerrar a carreira, em 1989, ainda atuaria no Santos e novamente no Botafogo de Ribeirão Preto.
Em 1988, Sócrates participou de um amistoso entre uma equipe de grandes ídolos do Corinthians em todos os tempos — que contou, inclusive, com a presença de Rivellino — e do "pai" do Timão do Parque São Jorge, o clube inglês Corinthian-Casuals, que voltou ao Brasil após quase um século da primeira vez que esteve no país. Os brasileiros venceram por 1–0, com gol do próprio Sócrates. A pedido dos ingleses, Sócrates jogou cerca de 15 minutos na equipe do Corinthian-Casuals.
Em novembro de 2004, aos 50 anos e atendendo ao convite de um amigo, participou de uma partida com a camisa do Garfoth Town, equipe da décima divisão da Inglaterra.
Tanto o jogo com o time inglês Corinthian-Casuals como o com Garfoth Town, foram somente jogos festivos, porque oficialmente sua carreira se encerrou em 1989, no Botafogo de Ribeirão Preto.

#### Como treinador
Logo após encerrar a carreira de jogador, tornou-se técnico do Botafogo de Ribeirão Preto. Em 1996, foi também técnico da equipe equatoriana LDU, mas demitiu-se alegando falta de profissionalismo dos jogadores.
Em 1999, atendendo a um convite de um antigo companheiro de Seleção, Leandro, foi técnico da equipe carioca Cabofriense.
No dia 10 de junho de 2011, Sócrates recebeu um convite para treinar a Seleção Cubana.

### Política e jornalismo

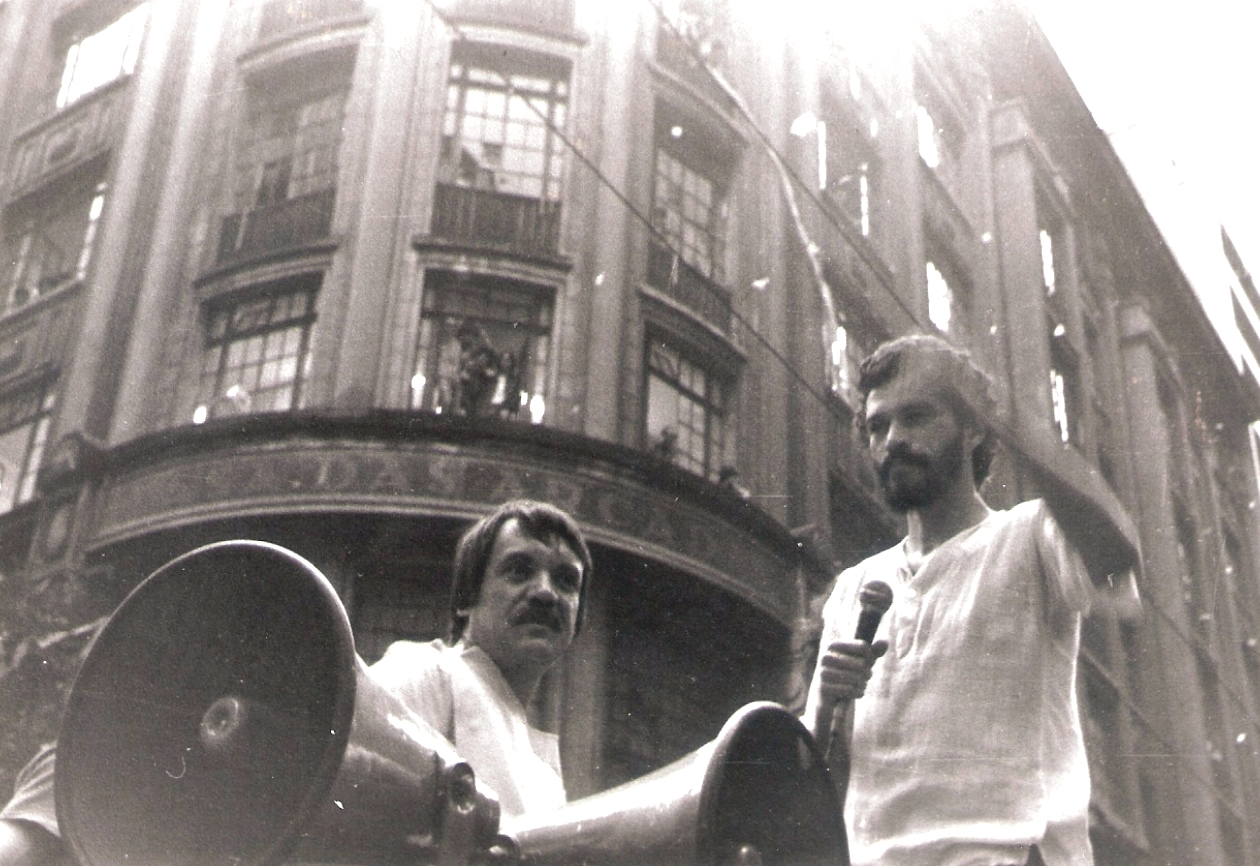
Sócrates (à direita) participando do movimento político Diretas Já em 1984, em São Paulo - SP

Fora do futebol, Sócrates sempre manteve uma ativa participação política, tanto em assuntos relacionados ao bem-estar dos jogadores quanto aos temas correntes do país. Na década de 1980, participou da campanha Diretas Já (1983–1984) e foi um dos principais idealizadores do movimento Democracia Corinthiana (1982–1984), que reivindicava para os jogadores mais liberdade e mais influência nas decisões administrativas do clube. Por suas atividades e opiniões políticas, chegou a ser "fichado" pela ditadura militar juntamente com seu colega de equipe e grande amigo Casagrande.
Durante sua segunda internação, em 2011, Sócrates declarou que gostaria de trabalhar com o presidente venezuelano Hugo Chávez em projetos sociais ligados ao esporte.
Foi articulista da revista CartaCapital e do jornal Agora São Paulo, além de comentarista esportivo do programa Cartão Verde da TV Cultura.
Muito ligado ao ex-presidente Luiz Inácio Lula da Silva, nutriu uma amizade de décadas com o petista e foi filiado ao Partido dos Trabalhadores.

### Música e teatro
Em 1980 Sócrates gravou um LP de música sertaneja chamado Casa de Caboclo, pela gravadora RCA, com tiragem de 50 000 exemplares que rapidamente saiu de catálogo. Em 1982, participou das gravações do LP Aquarela, do cantor Toquinho.
Em 1983, Sócrates foi produtor de teatro na peça teatral Perfume de Camélia, com a atriz Maria Isabel de Lisandra. A peça foi exibida no Teatro Ruth Escobar.

### Televisão
Em 1979, juntamente com seu amigo e companheiro de Seleção Brasileira, Zico, teve participação especial na telenovela brasileira Feijão Maravilha, da TV Globo, onde contracenou com os atores Ivon Curi, Grande Otelo e Olney Cazarré. Em 1998, Sócrates foi escalado pela TV Record como comentarista da Copa do Mundo realizada na França.

### Literatura
Em 2002 lançou, em conjunto com o jornalista Ricardo Gozzi, pela Boitempo Editorial, o livro Democracia Corinthiana: A utopia em jogo, no qual conta a sua experiência durante o período da Democracia Corinthiana.

### Cinema
No dia 8 de dezembro de 2011, foi lançado oficialmente o documentário Ser Campeão é Detalhe sobre a Democracia Corinthiana, com depoimentos de personagens da época, inclusive de Sócrates, a quem o filme foi dedicado e que ganhou uma homenagem durante o lançamento.

### Medicina
Em 1992 inaugurou, em Ribeirão Preto, com um investimento de 300 mil dólares, a Medicine Sócrates Center, uma clínica médica destinada a atender profissionais de diversas modalidades esportivas e também pacientes comuns.

### Alcoolismo e morte
Em agosto de 2011, Sócrates foi internado na UTI do Hospital Albert Einstein devido a uma hemorragia digestiva alta causada por hipertensão portal. Após essa primeira internação, admitiu que tinha problemas de alcoolismo. Na época em que jogava, Sócrates nunca escondia seu apreço por prazeres como a cerveja e o cigarro.
Após uma segunda internação em setembro, em dezembro de 2011 Sócrates foi internado mais uma vez devido a uma suposta intoxicação alimentar, que acabou por se transformar em um grave quadro de choque séptico em razão de sua condição de saúde já debilitada. Sócrates faleceu às 4h30 da madrugada do dia 4 de dezembro de 2011; teve uma falência de múltiplos órgãos em decorrência do choque séptico.
No dia de sua morte, o Corinthians sagrou-se pentacampeão brasileiro de futebol. Minutos antes do início da partida, jogadores e comissão técnica do Corinthians prestaram uma homenagem a Sócrates repetindo o gesto utilizado por ele nas comemorações de seus gols.
Sócrates foi sepultado no dia 4 de dezembro de 2011, no cemitério Bom Pastor, na cidade de Ribeirão Preto que, logo após o falecimento, decretou luto oficial.

## Repercussão da morte
O Botafogo de Ribeirão Preto, onde Sócrates iniciou sua carreira futebolística e a Fiorentina, clube italiano onde jogou na década de 1980, decretaram luto oficial.
Por meio de nota oficial, a Confederação Brasileira de Futebol determinou que em todos os jogos da última rodada do Campeonato Brasileiro de 2011 se fizesse um minuto de silêncio para homenagear Sócrates. A organização também homenageou o jogador em matéria publicada em seu site oficial.
A FIFA, entidade máxima do futebol mundial, também prestou a devida homenagem a Sócrates.
O Corinthians, clube pelo qual Sócrates tornou-se famoso no mundo inteiro, homenageou o craque em nota oficial publicada no site.
“Hoje, que seria um dia apenas de alegria pela decisão do Brasileirão, começou triste para o futebol brasileiro, principalmente para os corinthianos.
Um dos maiores ídolos da história do Timão, Sócrates Brasileiro Sampaio de Sousa Vieira de Oliveira morreu às 4h30m da madrugada deste domingo, em consequência a um choque séptico, no Hospital Albert Einstein, em São Paulo. Ele tinha 57 anos e era pai de seis filhos.
Sócrates disputou 297 jogos, marcou 172 gols e venceu três Campeonatos Paulistas (1979, 1982 e 1983) com a camisa do Timão, além de ter sido um dos principais idealizadores da Democracia Corinthiana.
O Sport Club Corinthians Paulista e toda a sua Fiel Torcida se despedem com tristeza do Magrão, mas também ficamos agradecidos pela honra de ter visto um dos maiores jogadores da história do futebol vestindo o manto alvinegro por tantos jogos. Obrigado pelos lindos gols, pelos toques geniais, pelo futebol magistral que só Sócrates tinha.
Obrigado, Doutor!”
Equipes rivais do Corinthians, tais como Santos e São Paulo também emitiram notas de pesar pela morte de Sócrates. Pelo Twitter, diversos esportistas como Ronaldo, Neymar, Robin van Persie, Gustavo Kuerten, Hélio Castroneves e Steve Nash lamentaram a morte de Sócrates. O ex-jogador do Flamengo e da Seleção Brasileira, Zico, despediu-se de Sócrates, o seu velho amigo e companheiro dos gramados, em seu site oficial.
Sua morte repercutiu na imprensa esportiva mundial em jornais como os espanhóis As e Marca, os britânicos The Sun e BBC, os italianos Gazzetta dello Sport, Guerin Sportivo e La Repubblica; os portugueses A Bola e Record, os argentinos El Gráfico e Olé, os estadunidenses CNN e The New York Times, o inglês The Economist e os franceses France Football e Le Monde.
Mino Carta, editor da revista CartaCapital, onde Sócrates era colunista, publicou um texto no site oficial da revista homenageando um de seus mais destacados membros.
No mesmo dia, o SBT reprisou uma entrevista dada por Sócrates no programa De Frente com Gabi. No final da mesma, sua imagem foi paralisada em preto e branco e ficou no ar por um minuto em sua homenagem.
O programa esportivo Cartão Verde fez um programa especial em homenagem ao seu comentarista que trabalhou na emissora por cerca de quatro anos.

## Homenagens

### Troféu Sócrates
No dia 18 de janeiro de 2012, disputou-se uma partida entre a Portuguesa (Campeã Brasileira de 2011 - Série B) e o Corinthians (Campeão Brasileiro de 2011 - Série A), no Estádio do Pacaembu, em São Paulo. Com o objetivo de homenagear Sócrates, o vencedor ganharia o referido troféu. Aos 29 minutos do segundo tempo, Rafael Oliveira marcou o gol da vitória da Lusa, diante de 9 870 pagantes.

### Busto no Parque São Jorge
Em 7 de julho de 2012, o Corinthians anunciou oficialmente que, no dia 28 desse mesmo mês, iria inaugurar um busto em homenagem à Sócrates no Parque São Jorge. A inauguração se deu exatamente no dia 28 de julho de 2012.

## Títulos
Botafogo-SP
- Taça Cidade de São Paulo: 1977

Corinthians
- Campeonato Paulista: 1979, 1982 e 1983
- Torneio Internacional Feira de Hidalgo (México) de 1981[90]
- Taça Cidade de Porto Alegre: 1983[91]

Flamengo
- Campeonato Carioca: 1986
- Taça Guanabara: 1986

Seleção Brasileira
- Taça Brasil-Inglaterra: 1981

### Campanhas de destaque
- 3º lugar na Copa América: 1979
- 2º lugar no Mundialito de Montevidéu: 1980
- 5º lugar na Copa do Mundo FIFA: 1982 e 1986
- 2º lugar na Copa América: 1983

### Prêmios individuais
- 4º Maior Craque do Brasil na década de 1970 pela revista Placar (eleito pela crítica): 1979[92]
- Bola de Prata da revista Placar: 1980[93]
- 6º Melhor Jogador da Copa do Mundo FIFA: 1982[carece de fontes?]
- FIFA XI - FIFA Team vs Europe Team: 1982[carece de fontes?]
- Craque do Ano da revista Placar (eleito pela crítica e pelos leitores): 1982[94]
- 5º Melhor jogador do Mundo eleito pela World Soccer: 1982[carece de fontes?]
- Craque do Ano da revista Placar (eleito pela crítica): 1983[95]
- Melhor Jogador Sul-Americano do ano eleito pelo jornal El Mundo: 1983[carece de fontes?]
- 100 Craques do Século - World Soccer: 1999[96]
- 100 Maiores das Copas - CNN Sports: 2002[97]
- FIFA 100: 2004[98]
- Seleção de Todos os Tempos do Brasil pela IFFHS (Time B): 2021[99]
- 32º melhor jogador de todos os tempos (FourFourTwo): 2022[100]

### Artilharias
Botafogo-SP
- Campeonato Paulista: 1976 (15 gols)

Corinthians
- Taça Cidade de Porto Alegre: 1983 (7 gols)

## Discografia

### Solo
- Casa de Caboclo (1980)

### Participação
- Aquarela - Toquinho (1983)

## Teatro

### Produtor
- Perfume de Camélia (1983)

## Televisão

### Jornalismo esportivo
- Cartão Verde (2008–2011)

### Telenovela
- Feijão Maravilha (1979 – participação especial)

## Filmografia
- Ser Campeão é Detalhe (2011), documentário sobre a Democracia Corinthiana, realizado pelos alunos da disciplina Projeto de Cinema do curso de Midialogia da Unicamp